# Падший ангел (картина)
«Падший ангел» (фр. L'Ange déchu) — картина французского художника Александра Кабанеля. Написана в 1847 году, когда художнику было 24 года, и изображает Дьявола после его падения с небес. Находится в Музее Фабра в Монпелье.

## История и описание
В 1845 году, когда Кабанель учился в Национальной школе изящных искусств, он выиграл вторую Римскую премию, что позволило ему на несколько лет переехать в Италию. Как и всем остальным лауреатам, ему приходилось регулярно присылать картины, чтобы засвидетельствовать прогресс, которого он добился за время своего пребывания в Риме. Именно с этой целью он написал в 1847 году «Падшего ангела». Кабанель выбрал тему, не часто представляемую во французской живописи: падение с небес ангела, который стал Дьяволом.
Ангел, изгнанный Богом с небес, на картине изображён раздосадованным, со скрещёнными руками и виднеющейся в уголке глаза слезой. Он лежит на земле, обнажённый, в то время как другие ангелы летают в небе над ним, чтобы показать славу Божью.

## Анализ

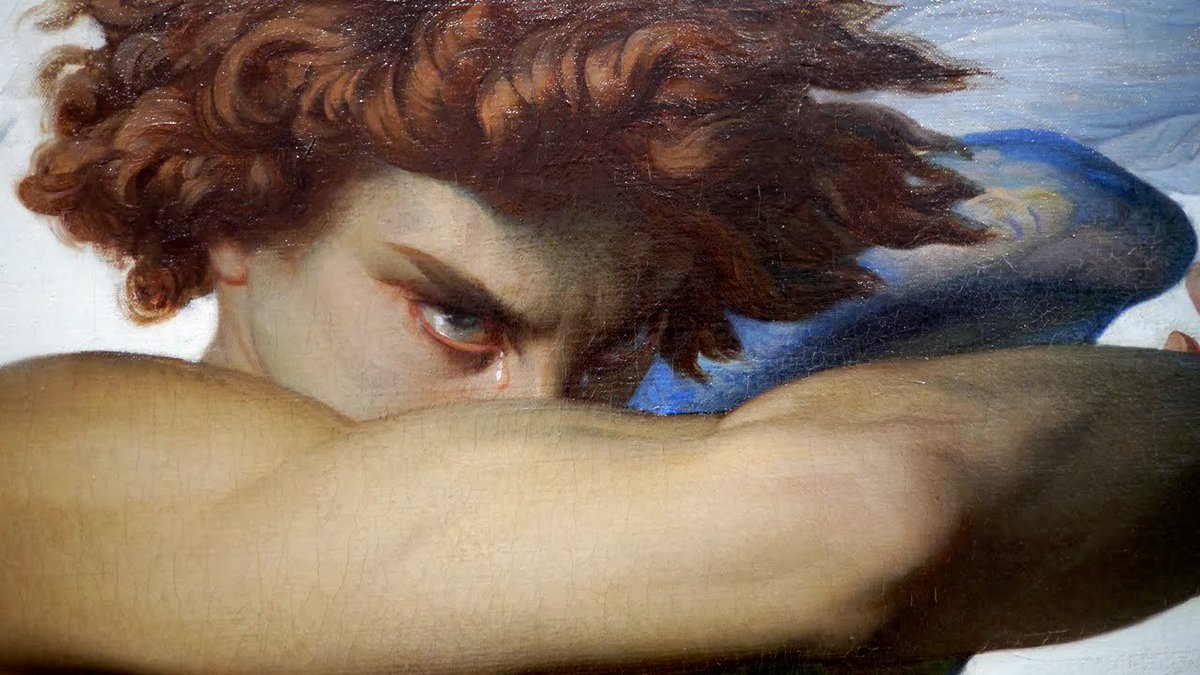
Деталь, изображающая Люцифера в состоянии ярости, роняющего единственную слезу

Романтическая работа, фигура падшего ангела написана таким образом, словно перед нами греческий бог или герой, с совершенным телом и выразительным взглядом, в котором смешиваются ярость и недоверие к тому, кто его изгнал. Его потемневшие на кончиках крылья словно бы тронуты распадом перед окончательным опадением.
В Риме Кабанель долго размышлял на тему падшего ангела. Он написал гуашью «Вечернего ангела» (1848), которого можно считать более мирным аналогом нынешней картины. На этом изображении ангел окутан драпировкой и не проявляет никаких признаков гнева.